# 메이저의 등장인물 목록
메이저의 등장 인물 목록은 일본의 만화가인 미츠다 타쿠야의 만화 <메이저>와 이 작품을 원작으로 한 텔레비전 애니메이션 <메이저>에 등장하는 주요 인물들의 목록을 지칭한다.

## 가문 별 인물

### 혼다(本田) 가
혼다 고로(일본어: 本田 吾郎) (Season 1) / 강 찬 
 시게노 고로(일본어: 茂野 吾郎) (Season 2~) / 박 찬
성우 - 쿠마이 모토코 / 정유미( ~ 초등학생), 모리쿠보 쇼타로 / 김장(중학생 ~ )
이 작품의 주인공. 원래는 우투수였으나 큐슈 리틀 리그에서 어깨를 쓸 수 없게 되면서 좌투수로 전향하였다. 자이로볼과 빠른 직구를 무기로 하며, 생부인 혼다 시게하루가 데드볼로 사망했기 때문에 데드볼 공포증이 있다. 양모인 모모코가 시게노 히데키와 결혼하면서 '시게노'로 성을 바꿨다.
혼다 시게하루 (일본어: 本田 茂治) / 강진우
성우 - 코야스 타케히토 / 김기흥
고로의 생부. 요코하마 블루오션즈의 투수였으며 팔꿈치 인대를 부상당해 은퇴하려고 했으나, 친구인 시게노 히데키의 말을 듣고 타자로 전향하였다. 도쿄 워리어즈와의 경기 도중 죠 깁슨의 공에 관자놀이를 맞아 사망하였다.
혼다 치아키
고로의 생모. 고로가 어렸을 때 사망했다.

### 시게노(茂野) 가
시게노 히데키 / 박철민
성우 - 사쿠야 슌스케 / 김정은
고로의 양부이자 시게노 모모코의 남편. 아내가 도망치고 솔로가 된 이후 모모코와 재혼했다. 데드볼로 사망한 혼다 시게하루와는 친구사이였다.
시게노 모모코 / 양모란
성우 - 노다 준코 / 이지영
고로의 양모이자 시게노 히데키의 아내. 혼다 시게하루와 결혼하려 했으나, 시게하루가 사망하면서 고로를 혼자 키웠고 이후 시게노 히데키와 결혼하게 된다.
시게노 싱고 / 박 훈
성우 - 사사모토 유우코(제2 시리즈)→이와무라 코토미(제3 시리즈 이후) / 안영미
시게노 히데키와 시게노 모모코의 아들. 히데키와 고로의 뜻에 따라 야구를 시작하게 되었으나, 형인 고로의 실력에 비교당해 야구를 포기할 뻔한 적도 있었다.
시게노 치하루 / 박은별
성우 - 카네다 토모코 / 김현지
시게노 히데키와 시게노 모모코의 딸. 싱고의 동생이다.

### 시미즈(清水) 가
시미즈 카오루(일본어: 清水 薫) / 서명주
성우 - 사사모토 유코 / 한채언
이 작품에서의 히로인이다. 억척스럽고 굳센 성격으로 사내아이 말투를 사용할 때가 많지만, 한결같은 순정파이다. 초등학생 시절에는 말괄량이로 리틀 시절부터 고로에게 호감을 보였다. 그 후, 고로가 아무 말없이 후쿠오카에 전학갔던 것에 분노해 그 이후로는 야구를 미워했지만, 고로가 돌아온 후에는 화해해 이후 계속 고로를 지켜보고 있었다. 고로가 낙담하거나 침체에 빠질 때는 그녀만이 가능한 조언을 통해 그의 자신감을 북돋아 준다. 또, 정의감이 강하고 초등학생 때는 사와무라로부터 괴롭힘을 당하고 있던 코모리를 감싸안아 고로의 팀으로 이끌거나, 월드컵 대회 때는 토시야의 친동생 미호나 목표의식을 잃은 고로에게 조언을 해주는 등의 의지가 되는 인물이다. 고로가 개명한 후나 연인이 된 후에도, 계속해서 고로의 이름을 ‘혼다’라고 부르고 있다.
시미즈 타이가 / 서영민
성우 - 박로미 / 한신정
시미즈 카오루의 동생. 시미즈 카오루를 따라서 야구를 시작하였으며, 시미즈 카오루를 약올려 카오루를 화나게 한다.

### 사토(佐藤) 가
사토 토시야(일본어: 佐藤 寿也) / 신재영
성우 - 오오우라 후유카 / 정혜옥( ~ 초등학생), 모리타 마사카즈 / 신용우(중학생 ~ )
주인공 시게노 고로의 최초의 야구 친구이자 일생의 라이벌. 강한 어깨로써 강타(強打)를 만들어낼 수 있는 천재 포수이다. 초등학교 때 수학 여행을 간 도중에 부모님과 여동생이 말없이 떠났고, 이후 조부모 밑에서 자라게 된다. 가족에 대한 공포증이 있었으나, 동생인 미호를 만나면서 공포증이 사라졌다.
사토 미호
사토 토시야의 동생. 오빠인 사토 토시야의 경기를 어머니 몰래 보면서 응원하였다.

### 깁슨(Gibson) 가
죠 깁슨 (Joe Gibson , 일본어: ジョー・ギブソン)
성우 - 오치아이 코지 / 현경수
메이저 리그에서 일본 도쿄 워리어즈로 이적한 미국의 선수. 혼다 시게하루를 데드볼로 사망하게 만든 장본인. 시게하루를 사망하게 한 뒤로 양심의 가책을 느껴 일본에 몇 년 간 선수생활을 더 했으나, 가족과의 원만한 관계를 쌓아올리는 것에 소홀해 일본에 익숙치 않은 아내와 이혼하게 된다. 미국으로 돌아간 아내와 딸이 교통사고로 사망하자 미국으로 돌아가 메이저 리그에서 40살이 넘을 때까지 제 1 선에서 투수로 활약한다.
죠 깁슨 주니어(Joe Gibson Jr. , 일본어: ジョー・ギブソンJr)
성우 - 나미카와 다이스케, 키무라 아키코(유년기)
죠 깁슨의 아들. 어린 시절 아버지의 이적에 따라 일본에서 살고 있었으며 일본어로 생활 회화가 가능하다. 어머니와 여동생이 미국에서 사망하자 미국으로 돌아갔으며, 가족이 떨어져 살게 된 원인을 만든 아버지와 시게하루를 미워하고 있었다. 고로가 시게하루의 아들이라는 사실을 알면서 갖가지 생트집을 잡아왔지만, 그와 대결할 때 자신의 아버지 깁슨과 고로의 친아버지 시게하루의 진짜 생각을 이해하고 고로와 화해한다. 원래 좌타자였지만, 고교시절 좌투수의 변화구에 대응하기 위해, 양손타자가 된다. 또 변화구를 거의 사용하지 않는 고로에 대해서는 타격력이 뛰어난 왼쪽 타석에 선다.

## 기타 인물
코모리 다이스케(일본어: 小森 大介) / 고우진
성우 - 쿠기미야 리에/여민정( ~ 초등학생), 미야타 코우키/전태열(중학생 ~ )
소심하고 내성적인 성격이지만 아버지를 따라 뛰어난 야구 감각을 가져 거의 모든 시즌에서 등장하는 노력형 캐릭터이다.